# Jean Colombier (médecin)
Pour les articles homonymes, voir Jean Colombier.
Jean Colombier, né à Toul (Trois-Évêchés) le 3 décembre 1736, mort à Paris le 4 août 1789, est un médecin militaire, chirurgien et hygiéniste français. Il est surtout connu pour son rôle dans la réforme de l'organisation médicale en France.

## Biographie
Son père, Jean-Baptiste, est médecin, « chirurgien-major du régiment du roi Stanislas ». Sa mère est Marie-Anne Queutelot. Il fait ses études au collège des jésuites de Besançon,.
Il devient docteur à Douai en 1765 et à Paris deux ans plus tard. Il travaille tout d'abord sur l'hygiène militaire et publie trois ouvrages sur ce thème entre 1772 et 1778.
En 1778, Jacques Necker (qui connaît Colombier) est chargé de la réforme du service hospitalier ; Colombier devient alors inspecteur général des hôpitaux, dépôts de mendicité et prisons, en 1780. L’« Institution des hospices des Enfants-Trouvés atteints de la maladie vénérienne » est faite à Paris en 1780 ; Colombier en est le premier directeur, mais est rapidement mis de côté et en conçoit de l'amertume.
Il travaille auprès des médecins François Doublet et Michel-Augustin Thouret et sous quatre ministres de la Guerre : le marquis de Monteynard (sous Louis XV), puis, sous Louis XVI, le comte du Muy, le comte de Saint-Germain et le prince de Saint-Mauris-Montbarrey.
En 1782, il est anobli, décoré de l'ordre de Saint-Michel. En 1784, sa mission d'inspection est auprès des malades mentaux. Il fait la connaissance, à l'hôpital de Bicêtre, du surveillant Jean-Baptiste Pussin, dont les conceptions se rapprochent des siennes. Il publie l'année suivante son rapport Instruction sur la manière de gouverner les insensés. Colombier est témoin du mariage de Pussin en 1786.
« Il réussissait surtout dans les maladies nerveuses. »
Il publie divers rapports, entre autres sur les épidémies et sur la rage. En 1786, il devient conseiller d’État. Il participe en 1788 à la réforme du service de santé. Colombier meurt en août 1789, de retour d'une mission dont il s'était chargé malgré une maladie.
Ses deux filles épousent toutes deux des médecins, l'une, Michel-Augustin Thouret, l'autre, René-Nicolas Dufriche Desgenettes, médecin militaire. C'est devant lui qu'avait soutenu sa thèse Fourcroy, « héritier moral de Colombier », l'artisan de la loi du 19 ventose an XI (1803) qui devait réformer l'exercice de la médecine et en quelque sorte prolonger l'action qu'il avait eue de son vivant,.

## Publications

### Ouvrages
- (la) Dissertatio de suffusione seu cataracta : oculi anatome et mecanismo locupletata[12],[13],[14],[15]
- (la) Ergo prius lactescit chylus, quam in omnes corporis humores abeat, Paris, 1767
- (la) Ergo pro multiplici cataractæ genere multiplex methodus, Paris, 1768
- Code de médecine militaire : pour le service de terre : ouvrage utile aux officiers, nécessaire aux médecins des armées et des hôpitaux militaires, Paris, J.-P. Costard, 1772 — Cinq volumes[6],[16],[17].
- « M. C. », Préceptes sur la santé des gens de guerre, ou Hygiène militaire, Paris, Lacombe, 1775 — Selon Vicq d'Azyr, l'ouvrage le plus original de Colombier[2].
  - Avis aux gens de guerre et Préceptes sur leur santé, ouvrage aussi utile qu'intéressant à la fin duquel on a ajouté des Conseils sur la manière de diriger la santé des gens de mer par M. C. […], Paris, J. F. Bastien, 1779, in-8, xxxviii et 480 p.« C'est le même ouvrage que celui intitulé Préceptes sur la santé des gens de guerre ou Hygiène militaire par M. Colombier médecin en l'université de Paris, Paris, Lacombe, 1775, in-8, auquel on a mis un nouveau titre et ajouté un supplément intitulé Supplément ou Conseils sur la manière de diriger la santé des gens de mer formant les pages 437 à 480[18]. »
  - (de) Vorschrifften über die Gesundheit der Kriegsleute, Berne, Typographische Gesellschaft, 1776
- (avec François Sernin) Médecine militaire ou Traité des maladies tant internes qu’externes auxquelles les militaires sont exposés dans leurs différentes fonctions de paix ou de guerre, Paris, 1778 ; sept tomes
- « Observations sur la maladie vénérienne et le millet dont les enfants nouveau-nés sont attaqués, avec deux réflexions sur la nature et le traitement de ces deux maladies » — Lu à l'Académie de médecine en 1781.
- Du lait, considéré dans tous ses rapports, première partie[19], 1782 — Recension de Doublet[20]« L'auteur s'attache à prouver que les maladies désignées sous le nom ridicule de lait répandu dépendent presque toujours d'une autre cause que le lait[2],[21]. »
  - (de) Abhandlung von der Milch, als Nahrungs- und Arzneymittel nach allen ihren Verhältnissen, 1785
- (avec François Doublet[18]) Description des épidémies qui ont régné depuis quelques années dans la généralité de Paris, avec la topographie des paroisses qui en ont été affligées, précédée d’une instruction sur la manière de traiter et de prévenir ces maladies dans les campagnes — Deux rapports : 1783[22], 1784.
- Instruction sur la rage publiée sous les ordres de M. l’Intendant de la généralité de Paris pour être distribuée dans les différentes paroisses de cette généralité — 1781 et 1785
- (avec François Doublet[23],[24]) Instruction sur la manière de gouverner les insensés, et de travailler à leur guérison dans les asiles qui leur sont destinés, Paris, 1785

### Articles d'encyclopédie
- Colombier a collaboré à l'Encyclopédie méthodique de Panckoucke[25],[26] par des articles consacrés à la médecine militaire et les maladies des hôpitaux et des prisons.

### Édition
- Claude Pouteau, Œuvres posthumes, préparées pour la publication et augmentées par Jean Colombier, 1783 : t. 1 ; t. 2 ; t. 3 — Comprend une courte biographie de Pouteau par Colombier.

### Texte choisi
- Jean Colombier, Guillaume Daignan, Pierre-Jean-Georges Cabanis et Philippe Pinel, Enfermer ou guérir : discours sur la folie à la fin du dix-huitième siècle, textes choisis et présentés par Claude Wacjman, 1991 — Recension par Henry Deneys.

### Listes d'ouvrages
- Liste de data.bnf.fr
- « Colombier », dans Quérard